# MÁV řada M41
Maďarské motorové lokomotivy řady 418 (staré označení: M41), přezdívané Csörgő (což lze přeložit jako rachtal, hrkačka, chrapon či zvoneček) tvoří základ motorového lokomotivního parku Maďarských státních železnic.

## Historie
V letech 1972 – 1984 bylo MÁV firmou Ganz–MÁVAG dodáno 107 kusů lokomotiv. Dalších 7 kusů bylo dodáno železniční společnosti GySEV, která je později předala MÁV. Maďarské státní dráhy počítaly s provozem těchto lokomotiv i po roce 2010, proto byly v posledních letech dvě desítky těchto lokomotiv zrekonstruovány. Ale od roku 2016 dochází k většímu vyřazování těchto lokomotiv z běžného provozu.

## Provoz
Lokomotivy 418 jsou nasazovány na všechny druhy vlaků na neelektrizovaných tratích po celém Maďarsku. Dále na mezinárodních vlacích zajíždějí tyto lokomotivy do ukrajinského Mukačeva či rumunské Oradea a Valea lui Mihai.

## Export
Konstrukčně shodné nebo podobné lokomotivy jako M41 byly v roce 1980 vyrobeny pro tuniskou společnost SNCFT pod označením 040 DL a 040 DO, a v roce 1982 pod označením DHM7 (Série A251 – A261) pro řeckou společnost OSE.

## Galerie

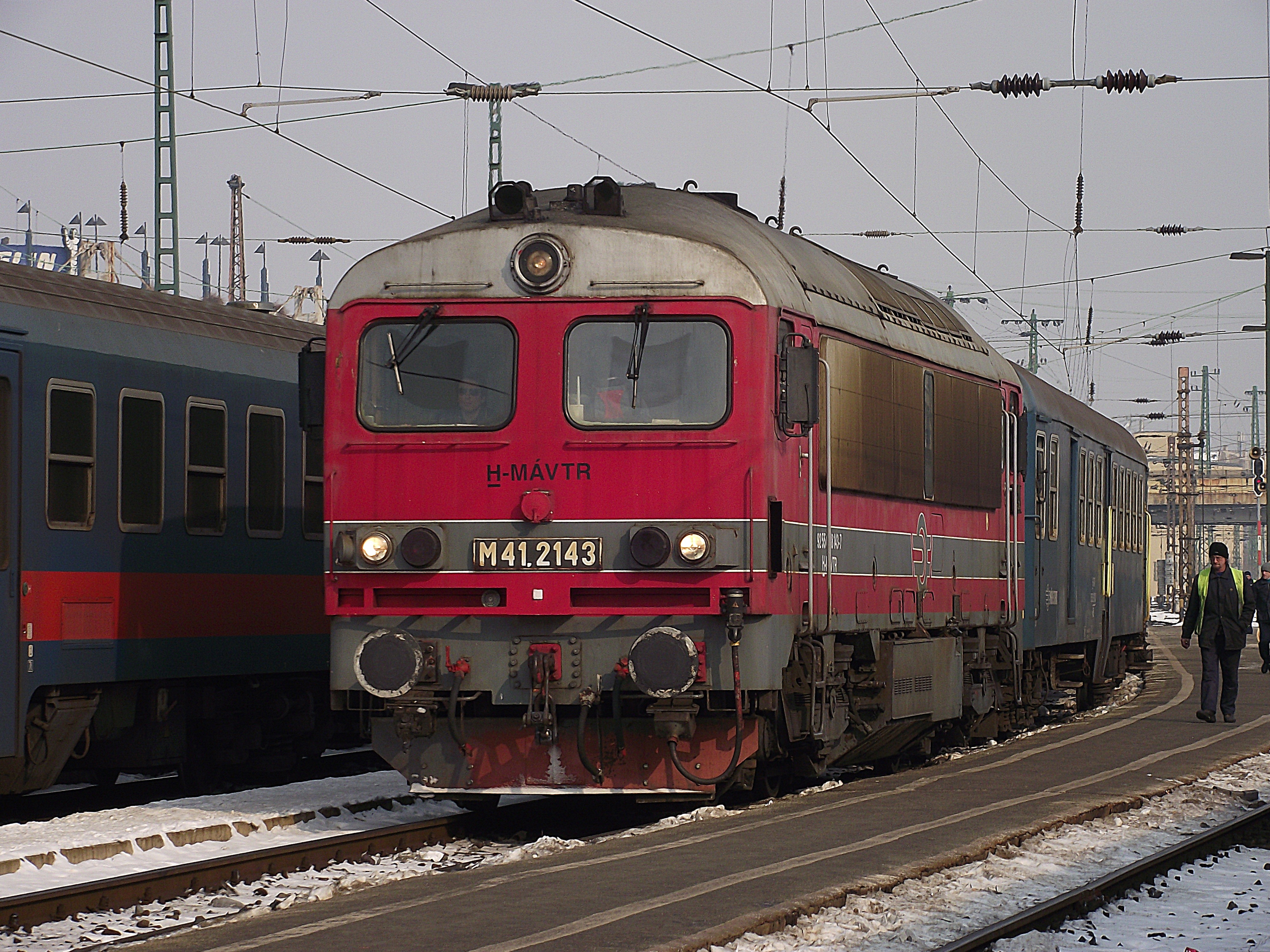
Lokomotiva 418.143 (M41 2143) v retro nátěru.
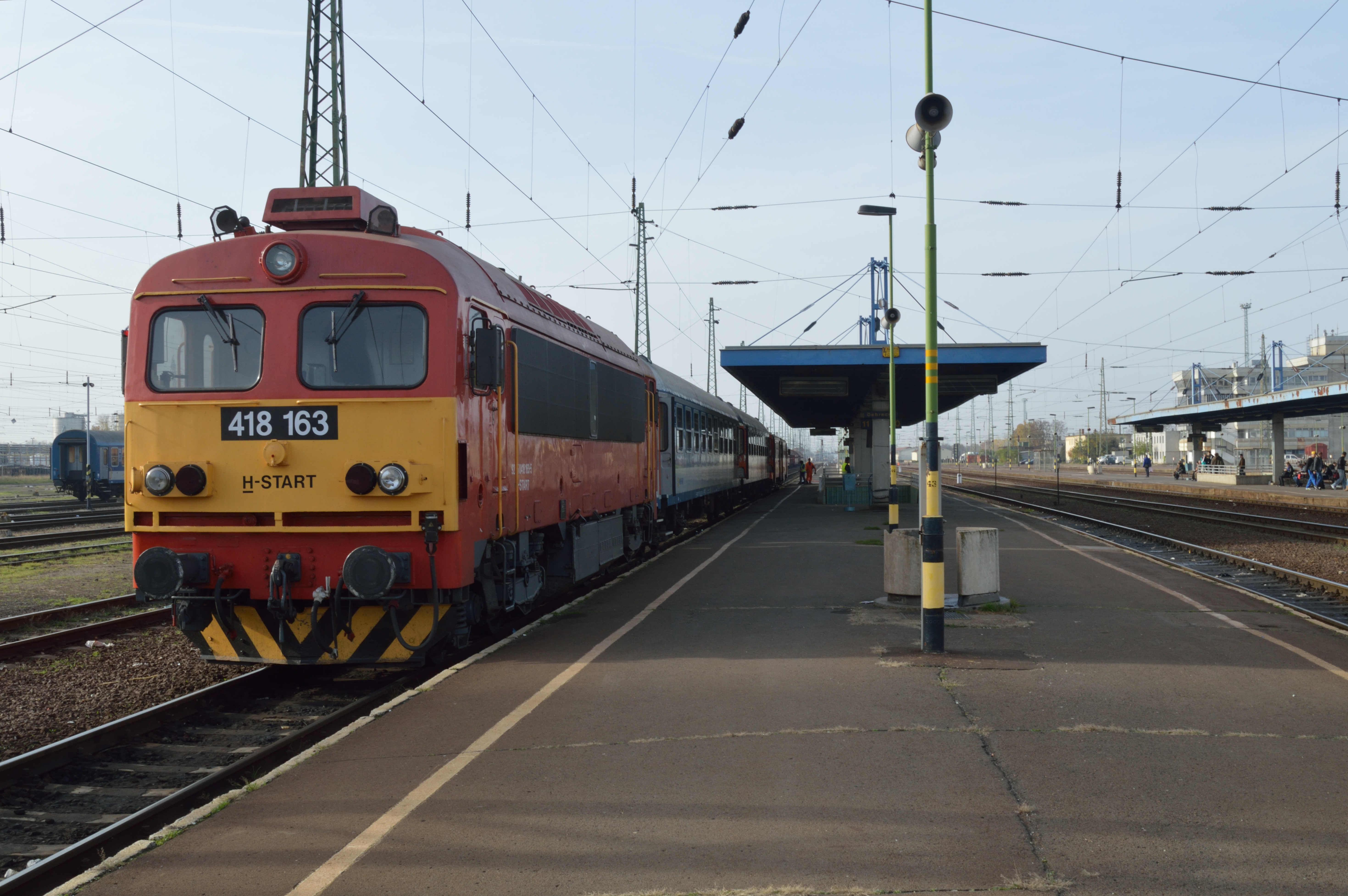
Lokomotiva 418.163 na osobním vlaku v Debrecínu.
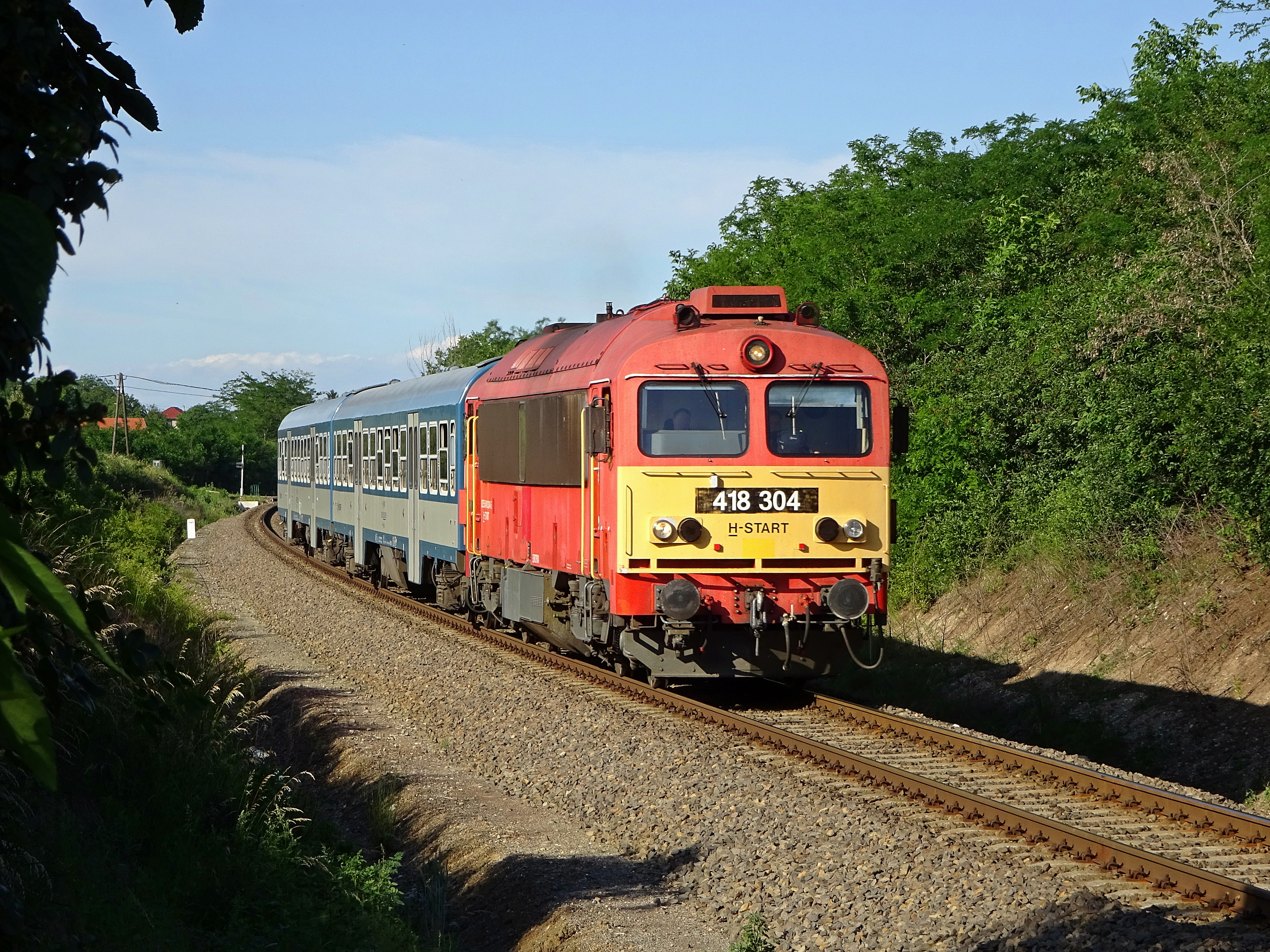
Lokomotiva 418.304 poblíž zastávky Szegi.
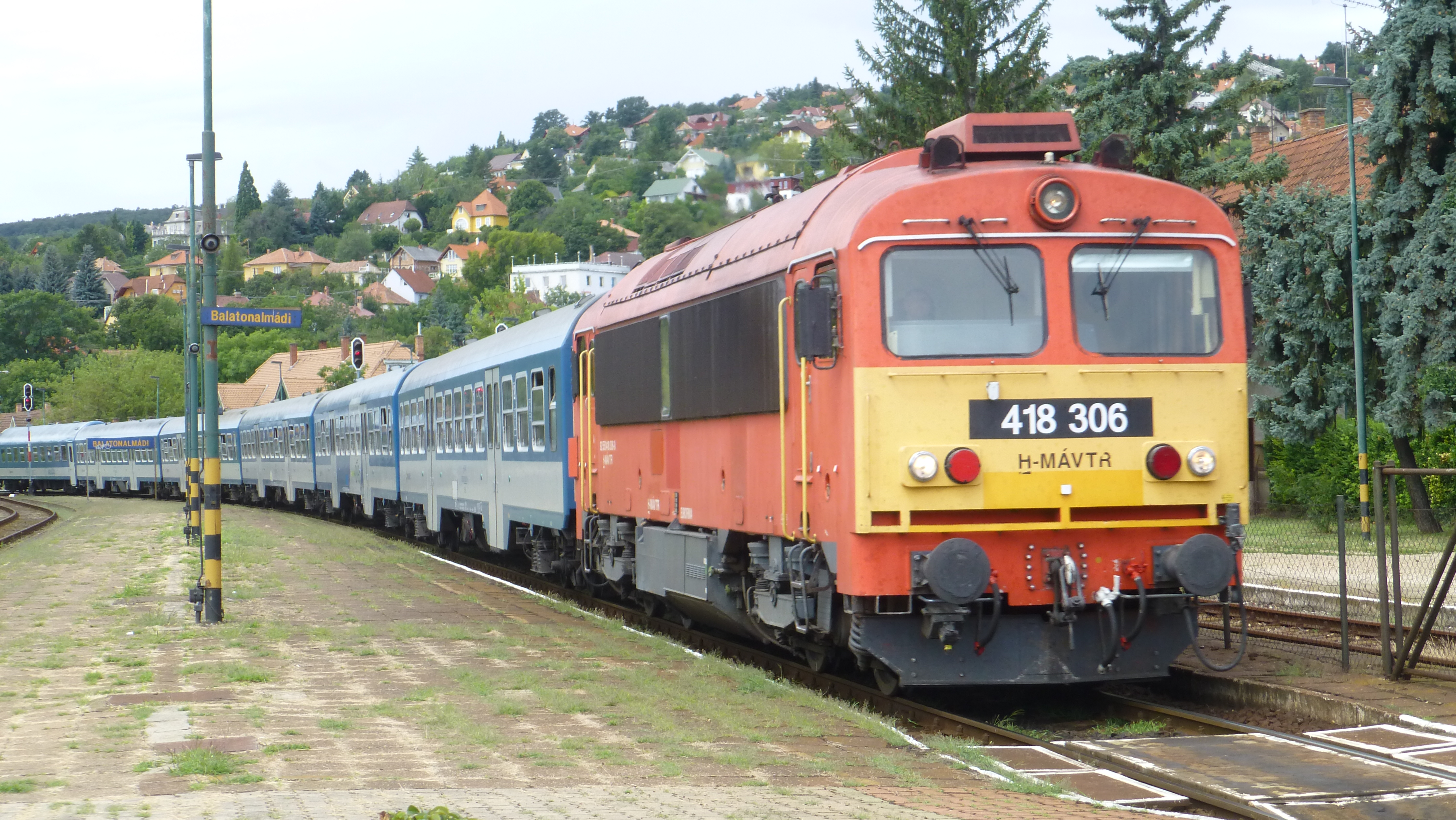
Lokomotiva 418.306 ve stanici Balatonalmádi.
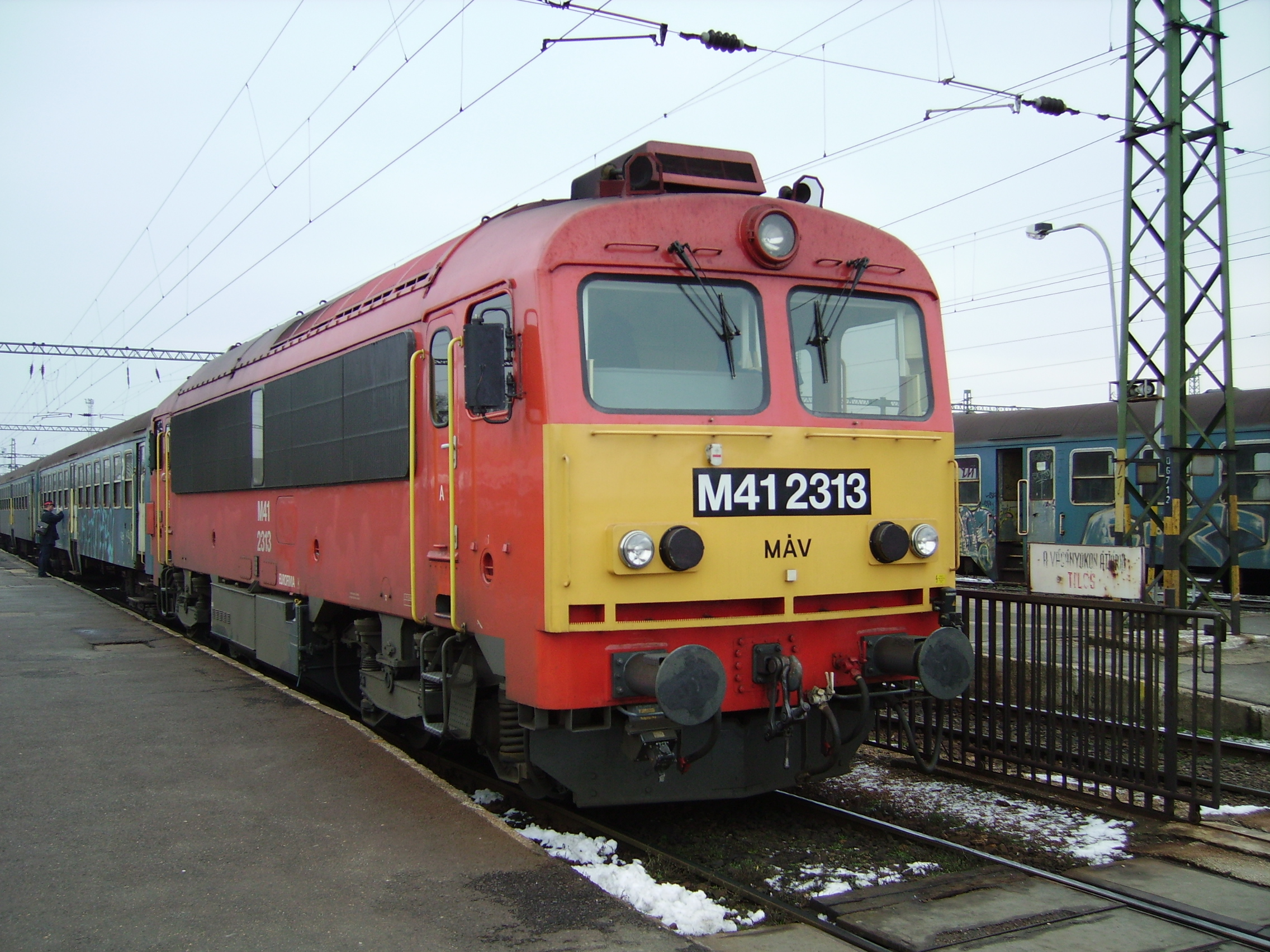
Lokomotiva 418.313 se starým označením.
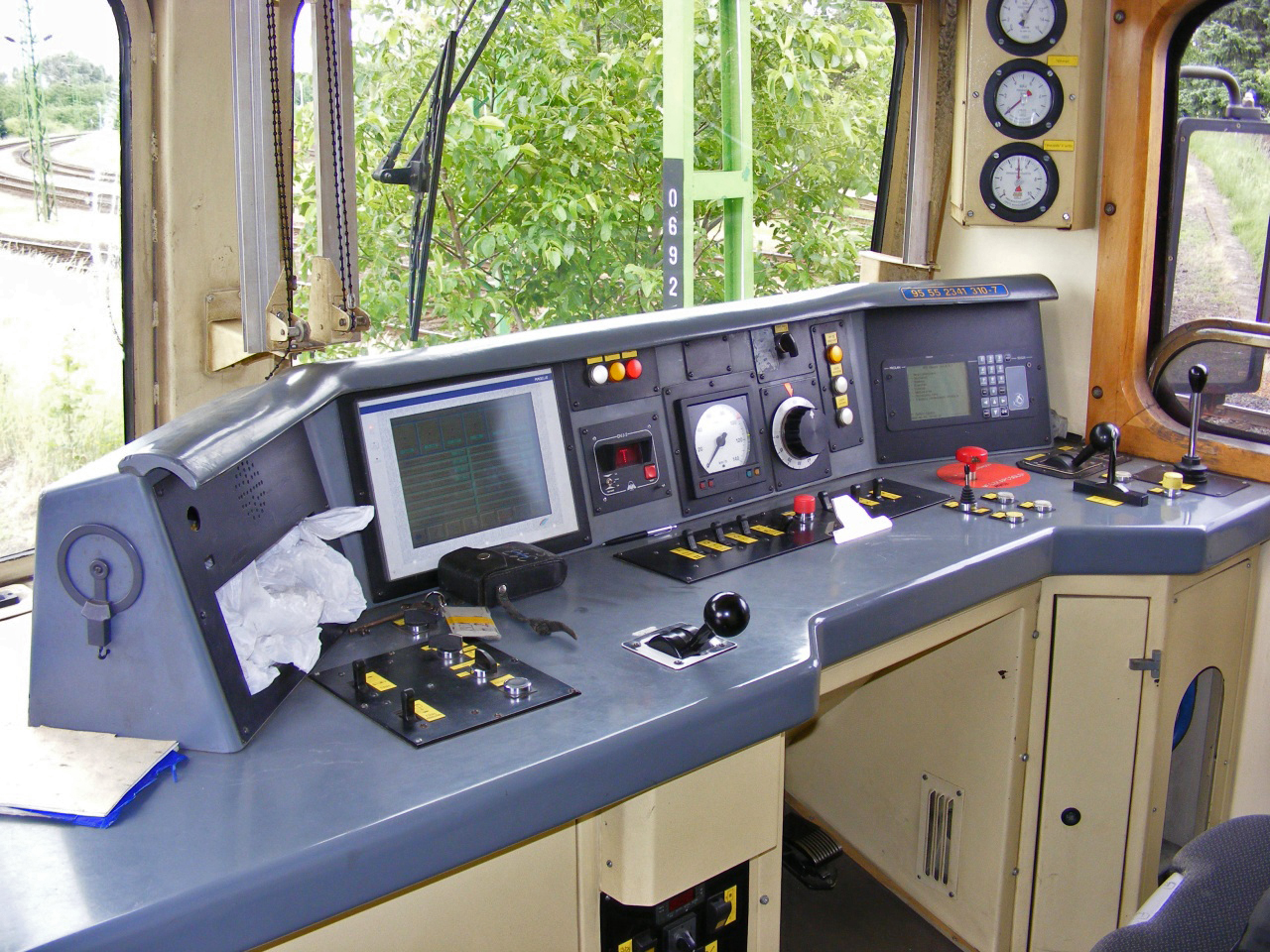
Stanoviště lokomotivy po modernizaci.
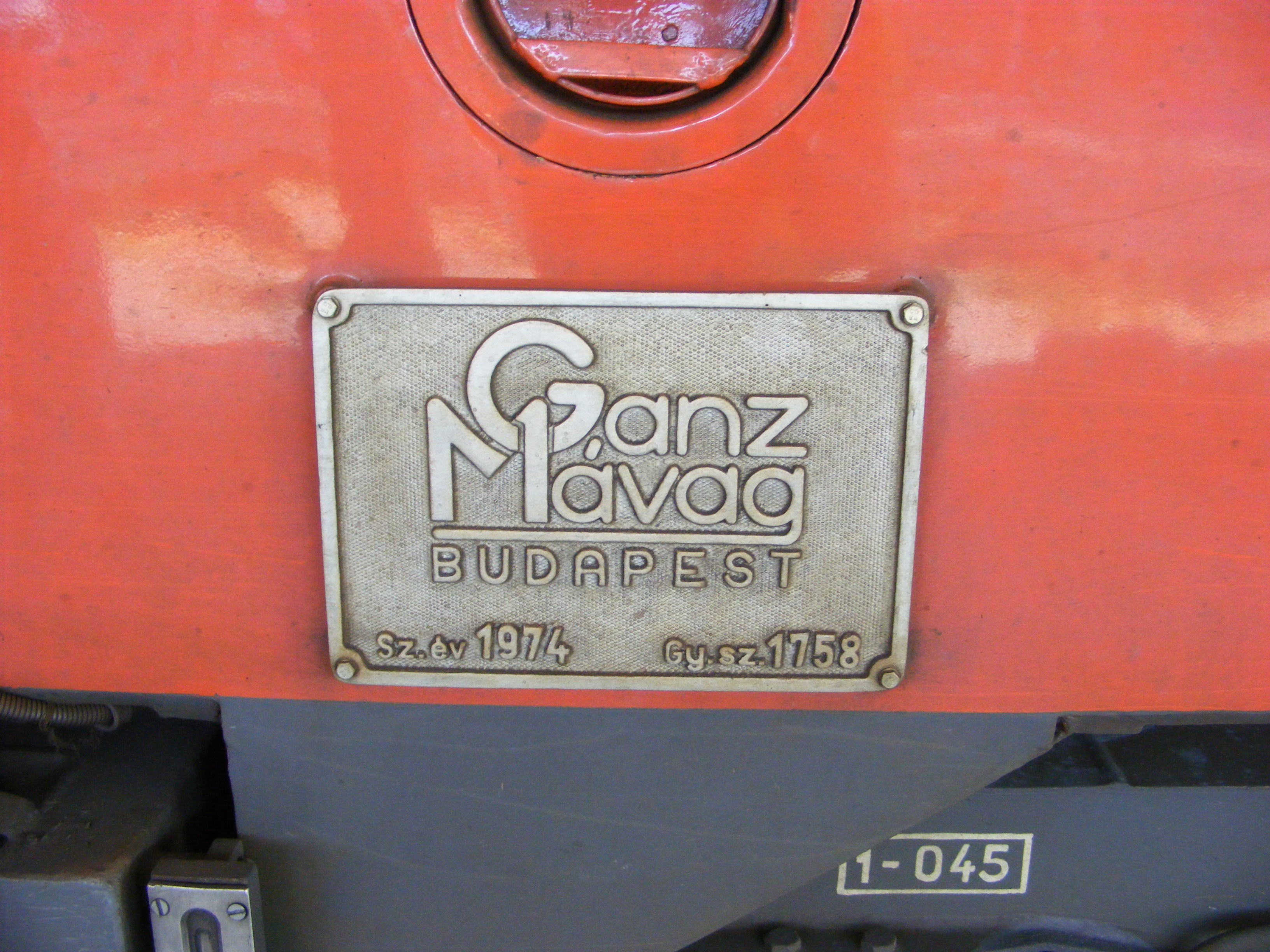
Výrobní štítek jedné z lokomotiv.
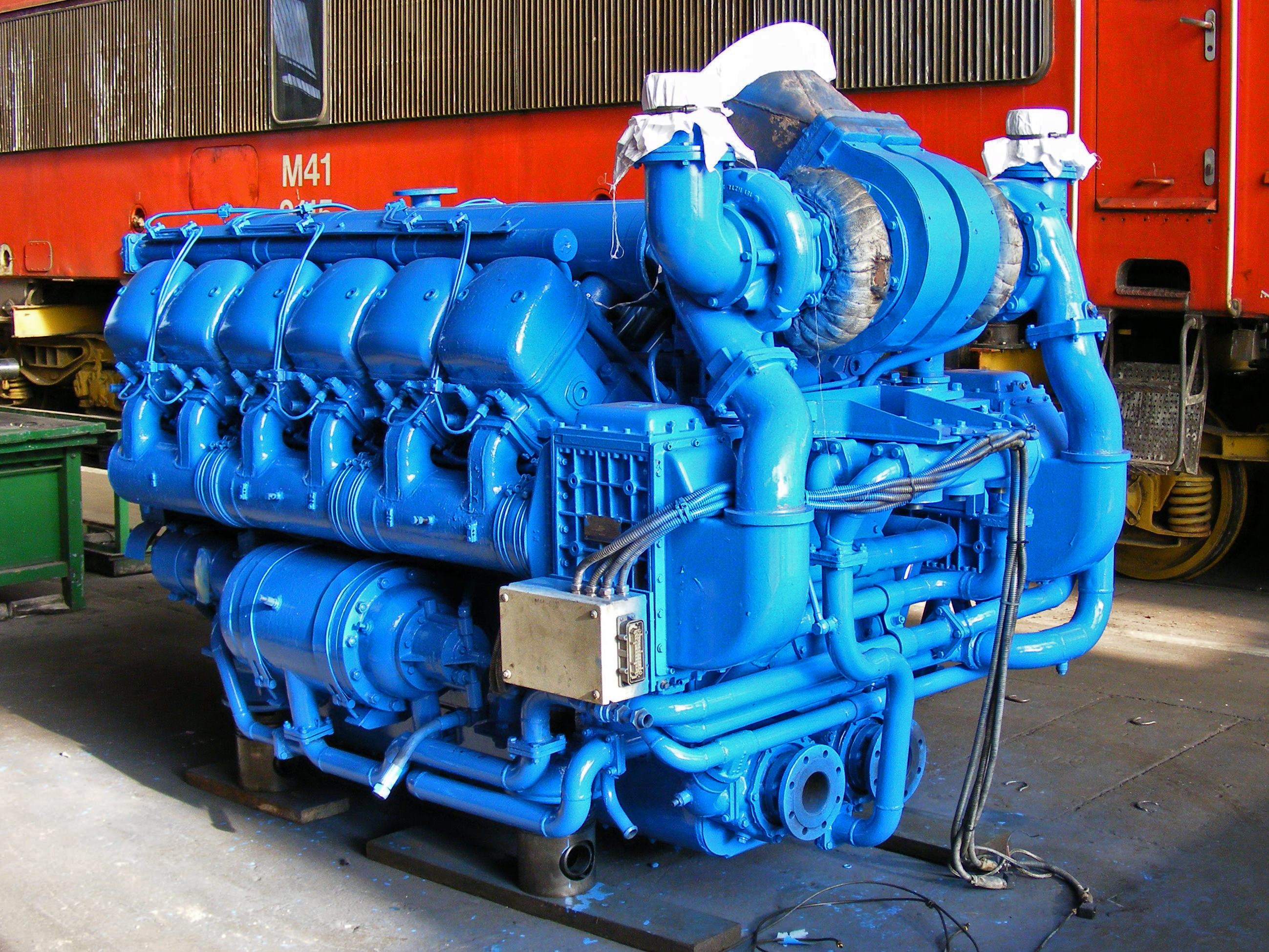
Motor, který pohání lokomotivu 418.
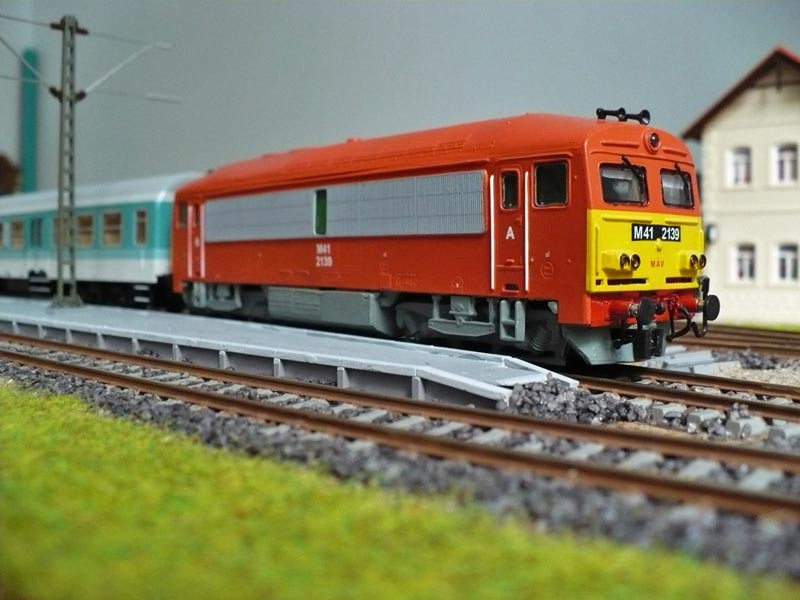
Lokomotiva M41 ve velikosti H0.